# Project Zero
Project Zero (jap. 零, zero; in den USA als Fatal Frame vertrieben) ist eine Computerspielreihe japanischer Survival-Horror-Adventures von Tecmo, deren gleichnamiger erster Teil 2001 erschienen ist.
Seit dem vierten Ableger der Spiel-Serie besitzt Nintendo einen Teil der Franchise-Rechte und entwickelt in Kooperation mit Tecmo exklusiv für Nintendo-Plattformen.
Der Spieler steckt in der Rolle eines jungen Mädchens namens Miku Hinasaki und muss dabei herausfinden, was mit ihrem spurlos verschwundenen Bruder Mafuyu geschehen ist. Man verfügt dabei über keine Waffen, sondern muss die auftauchenden Gegner, die allesamt über individuelle Eigenschaften verfügen und sich in Stärke und Geschwindigkeit unterscheiden und dadurch eine beträchtliche Herausforderung darstellen, mit einer Spezialkamera, genannt die Kamera Obskura, bekämpfen. Im Verlauf des Spieles lässt sich dabei durch Aufrüstung der Kamera deren Angriffskraft erhöhen und somit die immer stärker werdenden Gegner meistern.

## Project Zero
Project Zero, der erste Teil der Reihe, wurde 2001 in Japan veröffentlicht. In Deutschland erschien es am 30. August 2002 für die Videospielkonsole PlayStation 2 und am 2. Mai 2003 für die Xbox.

### Handlung
Die Protagonistin Miku reist zu der verlassenen Villa Himuro in einem unbenannten Wald, welcher der letzte bekannte Aufenthaltsort ihres Bruders Mafuyu war. Dieser hatte sich einen Monat zuvor dorthin begeben, um dem berühmten Schriftsteller Junsei Takamine nachzuforschen, welcher bei der Recherche für seinen neuen Roman spurlos verschwunden war.
Takamine entdeckte Aufzeichnungen über die skurrile und finstere Vergangenheit des Anwesens, welche Mafuyu fand. Es hatte einst einem mächtigen Großgrundbesitzer gehört, welcher streng über die umliegende Gegend geherrscht hatte. Als Mafuyu weitere Nachforschungen anstellte, traf er auf die Geister (Yūrei) der ehemaligen Bewohner des Anwesens und verschwand.
Miku findet die Kamera Obskura ihres Bruders, mit welcher sie sich gegen die Geister im Anwesen zur Wehr setzen kann und beginnt die Ereignisse der Vergangenheit aufzudecken, in der Hoffnung dabei ihren Bruder wiederzufinden.

### Figuren
- Miku Hinasaki: Die Hauptperson von Project Zero. Sie besitzt einen „sechsten Sinn“ für das Übernatürliche und kann Dinge sehen, die anderen verborgen bleiben.
- Mafuyu Hinasaki: Mikus Bruder und der einzige, der sie richtig versteht. Er ist ihr einziger noch lebender Verwandter, seit ihre Eltern ums Leben kamen. Auch er verfügt über einen sechsten Sinn und kann die Seelen von Geistern mit der Kamera Obskura in einem Foto einfangen.
- Junsei Takamine: Ein Schriftsteller und Mafuyus Lehrer und Freund. Er erforschte für sein neues Buch die uralten Rituale der Familie Himuro in deren Villa und verschwindet dabei spurlos.
- Miyuki Hinasaki: Mikus und Mafuyus Mutter. Sie hinterließ ihnen die Kamera Obskura. Sie verfügte ebenfalls über übernatürliche Fähigkeiten und verbrachte ihre Kindheit ebenso als Außenseiterin wie ihre beiden Kinder.
- Tomoe Hirasaka: Die Assistentin von Takamine, welche ebenfalls über einen „sechsten Sinn“ für das Übernatürliche verfügte.
- Koji Ogata: Der Redakteur von Takamine, welcher ihn auf dem Weg zur Villa begleitete, um ihn bei den Nachforschungen zu unterstützen.
- Ryozo Munakata: Ein Folklorist, der mit seiner Frau Yae und Mikoto Munakata in die Villa Himuro zog, um Nachforschungen über uralte Kulte in der Umgebung anzustellen. Außerdem hoffte er, dass die frische Bergluft seiner Tochter Mikoto guttun würde. Alles schien für die Familie gut zu laufen, bis Mikoto eines Tages verschwand, als sie Dämonenjagd mit ihren Freunden spielte.
- Yae Munakata: Ryozos Frau, Mikotos Mutter und Mikus Urgroßmutter, die in der Villa lebten, wo Mikoto eine Kamera findet. Yae beginnt Fotos von der Villa zu machen und ist geschockt von dem, was auf den Bildern zu sehen ist, zumal sie beginnt Geister auch ohne Hilfsmittel zu sehen. Als ihre Tochter kurz darauf verschwindet, verkraftet sie dies nicht.
- Mikoto Munakata: Die Tochter von Yae und Ryozo Munakata, welche beim Spielen mit ihren Freunden verschwand. Sie tauchte vier Tage nach dem Tod ihrer Eltern wieder auf.

### Besonderheiten und Gameplay
Project Zero war das erste Survival-Horror-Videospiel, das keine Waffen im üblichen Sinne beinhaltete, sondern andere Methode zum Überwinden von Gegnern einsetzt. Auch wird auf extreme Gewaltdarstellung verzichtet, sondern eine subtile gruselige Stimmung erzeugt.
Die Antagonisten sind erstmals in einem Videospiel nur Geister: umherirrender Seelen, die keine Ruhe finden. Es gibt sowohl gute Geister, die zu erlösen sind, als auch böse Geister, die eine grausame Vergangenheit haben. Fotografiert man diese, entzieht man ihnen ihre spirituelle Energie und vernichtet bzw. erlöst sie so. Durch die dabei angesammelte Energie kann die Kamera Obskura verbessert werden. Es gibt verschiedene Arten von Filmen (Typ 14, Typ 37, Typ 61 und Typ 90), die in die Kamera Obskura eingesetzt werden können, was sich auf ihre Stärke und Angriffskraft auswirkt.
Des Weiteren verfügt man über eine Taschenlampe und eine Karte des labyrinthartigen Hauses, auf der man seine Position bestimmen kann. Viele Türen und andere Zugänge müssen zudem erst durch das Lösen von Rätseln geöffnet werden.
Das Spiel besitzt zu Beginn keine Auswahl für verschiedene Schwierigkeitsstufen. Es besteht aber die Möglichkeit, einen sogenannten Albtraum-Modus freizuschalten.

### Hintergrund und Entwicklung
Das Konzept für Project Zero entstand, nachdem die Silent-Hill-Reihe bewiesen hatte, dass Horrorspiele mit 3D-Grafik erfolgreich umgesetzt werden konnten. Die technischen Möglichkeiten der Playstation 2 sollten genutzt werden, um bei den Spielern ständig das Gefühl zu erzeugen, dass sie Dinge am Rande ihrer Wahrnehmung sehen und hören. So sollte ein Gefühl von Beklemmung und Anspannung entstehen, welches in Schreckmomenten aufgelöst wird. Als Inspiration dafür diente insbesondere unerklärliche Wahrnehmungen des Produzenten Makoto Shibata. Die klobige Steuerung und das unübliche Setting in Japan sollten zur Desorientierung und wahrgenommenen Hilflosigkeit der Spieler beitragen.

### Rezeption
Project Zero erhielt insgesamt gute Kritiken. Gelobt wurden die Handlung, die intensive Stimmung und abwechslungsreichen Kämpfe. Die Rätsel wurden hingegen als gleichzeitig simplistisch und unintuitiv empfunden und bei der Steuerung fehle im Vergleich zu etablierten Survival-Horror-Reihen etwas der Feinschliff. Insbesondere der Wechsel des Steuerungsschemas, wenn man die Kamera Obskura benutzt, verwirre eher.

## Project Zero II: Crimson Butterfly
Project Zero II: Crimson Butterfly (japanischer Originaltitel: 零〜紅い蝶〜 [zero - akai chō -, Zero - Roter Schmetterling - ]; in den USA als Fatal Frame II: Crimson Butterfly vertrieben) ist ein japanisches Survival-Horror-Videospiel von Tecmo aus dem Jahr 2003, das in Deutschland am 27. April 2004 für PlayStation 2, am 27. Januar 2005 für Xbox und am 29. Juni 2012 für Wii erschienen ist. Das Spiel stammt von den Entwicklern des Vorgängers.

### Handlung
Da ein idyllischer Ort, an dem die Zwillingsschwestern Mio und Mayu einst zu spielen pflegten, aufgrund eines neu errichteten Dammes geflutet werden soll, gehen die beiden Zwillingsschwestern an jenen Ort, um sich der alten Zeiten zu entsinnen. Als Mayu bei diesem Ausflug einen leuchtend roten Schmetterling erblickt und ihm hinterher läuft, beschließt Mio, ihrer Schwester zu folgen, bevor sie Mayu noch aus den Augen verliert. Dabei überquert Mio eine unsichtbare, magische Grenze, die von einem Schutzstein in der Erde gezogen wird und findet sich urplötzlich in genau demselben Wald wieder, der nun aber im Schatten der Nacht und unheimlicher Finsternis liegt. Als Mio weiter geht, entdeckt sie Mayu an einem Platz auf einer Anhöhe, von der aus die beiden ein verlassen wirkendes Dorf sehen können, das auch als das Dorf der Götter (im Englischen: The Lost Village) bezeichnet wird. Unglücklicherweise verwehren die magischen Schutzsteine, die überall im Dorf und darum herum aufgestellt sind, den beiden, die Gegend zu verlassen. Da es der einzige Weg zu sein scheint, gehen die Zwillinge einen Pfad entlang, der von der Anhöhe aus direkt in das kleine Dorf führt, das sich jedoch schon nach kurzer Zeit als von Geistern befallen herausstellt. Von nun an versuchen die beiden, einen Ausweg aus dem Dorf zu finden und entdecken dabei, dass ihr Auftauchen an diesem mysteriösen Ort möglicherweise kein Zufall war.

### Figuren
- Mio Amakura: Mio ist die jüngere der beiden Zwillingsschwestern und der hauptsächliche steuerbare Charakter in Project Zero II. Man kann davon ausgehen, dass sie eine Reinkarnation der fortgelaufenen Yae Kurosawa ist, da sie von vielen Geistern im Dorf der Götter für diese gehalten wird.
- Mayu Amakura: Sie ist die ältere, zurückhaltendere Schwester von Mio. Sie hat übersinnliche Fähigkeiten und nimmt Visionen wahr. Mayu ist die Reinkarnation der zurückgebliebenen Sae Kurosawa und wird von purpurnen Schmetterlingen angelockt.
- Misao Amakura: Er war der Vater von Mio und Mayu. Er ist ein Nachfahre von Dr. Kunihiko Asou und verschwand in der Nähe eines Abgrunds beim Dorf der Götter. Nach der Hochzeit mit Mio und Mayus Mutter hatte er ihren Namen Amakura angenommen.
- Shizuka Amakura: Nach dem Tod ihres Mannes Misao zog sie mit ihren Töchtern fort. Sie erzählte Mio und Mayu, dass ihr Vater sie verlassen hätte.
- Yae Kurosawa: Yae ist die ältere der Kurosawa-Zwillinge. Sie und Sae wollten damals mit Itsukis Hilfe vor dem Ritual fliehen. Doch Sae fiel und verletzte sich. Yae ließ sie zurück. Später kehrte sie zum Dorf zurück, doch es war verschwunden. Sie wurde von Ryouzou Munakata gefunden, der sie später heiratete. Sie ist die Urgroßmutter von Miku und Mafuyu Hinasaki (Project Zero I).
- Sae Kurosawa: Sae ist die jüngere Schwester von Yae, und lief nur weg, um mit ihrer Schwester zusammen sein zu können. Nach ihrer Verletzung wurde sie von Dorfbewohnern gefunden und wieder ins Dorf gebracht. Dort erfuhr sie vom Selbstmord Itsukis, der sich in seiner Zelle erhängt hat. Sie stimmte zu, das Ritual alleine durchführen zu lassen und wurde ebenfalls gehängt und in den Höllenabgrund geworfen. Doch das beruhigte die Götter nicht. Nun streift Saes Geist durch das Dorf und wartet auf ihre Schwester, an der sie sich rächen möchte, da sie Yae die Schuld an Itsukis Tod und dem fehlgeschlagenen Ritual gibt.
- Ryokan Kurosawa: Der Vater von Yae und Sae tötete Jahre zuvor seinen Zwillingsbruder im Purpur-Ritual. Nach dem fehlgeschlagenen Ritual von Itsuki und Mutsuki bereitete er das Ritual seiner eigenen Töchter vor. Er nahm Dr. Makabe gefangen, um den Kusabi zu erschaffen. Nachdem Yae nicht mehr aufgefunden werden konnte, entschied er, Sae zu hängen und in den Höllenabgrund zu werfen.
- Itsuki Tachibana: Er ist der jüngere der Tachibana-Zwillinge. Nach dem fehlgeschlagenen Ritual mit seinem Bruder Mutsuki verfärbten sich seine Haare weiß (wahrscheinlich durch den Schock, denn Ryokan Kurosawas Haare sind auch weiß). Er wollte mit seinem Freund Munakata Ryouzou den Kurosawa-Zwillingen zur Flucht verhelfen, wurde aber entdeckt. Daraufhin wurde er im Warenhaus eingesperrt, wo er sich während der Reue erhängte.
- Mutsuki Tachibana: Der ältere Bruder von Itsuki wurde nach dem Purpur-Ritual kein Schmetterling. Man geht davon aus, dass er sich aufgrund seiner Liebe zu Itsuki zu sehr gewehrt hat.
- Chitose Tachibana: Sie ist die kleine Schwester von Itsuki und Mutsuki. Chitose gibt Yae ebenfalls die Schuld an Itsukis Tod und greift deswegen Mio an, die sie für Yae hält. Sie ist fast blind und sehr menschenscheu, weswegen sie sich in Schränken versteckt. So konnte sie auch nicht den Schlüssel an Munakata geben. Sie starb während der Reue in einem Wandschrank.
- Akane Kiryu: Sie ist die Jüngere der Kiryu-Zwillinge und tötete ihre Schwester bereits einige Jahre zuvor im Purpur-Ritual. Sie konnte die Trauer um ihre Schwester Azami nie überwinden und so schenkte ihr ihr Vater eine Puppe, die genauso aussah wie Azami. Doch die Puppe wurde von einem bösen Geist heimgesucht. Während der Reue drehte die Puppe vollends durch und erwürgte Akane.
- Azami Kiryu: Akanes ältere Schwester starb vor Jahren beim Purpur-Ritual. Ihr Vater baute ihrer Schwester eine Puppe, die ihr genauestens glich. Doch die Puppe wurde von einem bösen Geist heimgesucht. Die Puppe tötete zusammen mit Akane ihren Vater. Azamis guter Geist kam ihrem Vater zu Hilfe – zu spät.
- Yoshitatsu Kiryu: Der Vater von Akane und Azami war ein begnadeter Puppenmacher. So baute er für seine hinterbliebene Tochter Akane eine Puppe, die Azami genau gleichkam. Doch die Puppe war besessen und strangulierte mit Akane ihren Vater zu Tode.
- Dr. Seijiro Makabe: Ein Folklorist, der sich für Rituale interessierte. Er reiste mit seinem Assistenten Munakata Ryouzou ins Dorf der Götter, um das Purpur-Ritual zu erforschen. Dort wurde er gefangen genommen, und im Schnitt-Ritual lebendig in den Höllenabgrund geworfen. Er kehrte zusammen mit Saes Geist zurück.
- Munakata Ryouzou: Er war der Assistent von Dr. Makabe und wohnte in der Nähe des Dorfes. Munakata war ein guter Freund von Itsuki und Mutsuki und sollte den Kurosawa-Zwillingen zur Flucht verhelfen. Als er eines Tages ins Dorf kam, erzählte man ihm, Itsuki und Mutsuki sind aufgrund einer Krankheit verstorben. Am Tag des Rituals wollte er Yae und Sae holen, doch er fand nur die verwirrte Yae; das Dorf war verschwunden. Er heiratete Yae und widmete sich weiter dem Erforschen von Ritualen. Er starb in der Villa Himuro. Er ist der Urgroßvater von Miku und Mafuyu Hinasaki (Project Zero I).
- Dr. Kunihiko Asou: Er ist der Erfinder der Kamera Obskura und des Geistradios. Dr. Makabe bekam von ihm die Kamera Obskura zu Forschungszwecken geliehen und er ist ein Vorfahre von Mio und Mayu.
- Masumi Makimura: Der Landvermesser kam in das Dorf der Götter, um Messungen für den Bau des Dammes zu führen. Er suchte zusammen mit seiner Freundin einen Ausweg aus dem Dorf. Er wurde im Kurosawa-Haus vom Kusabi getötet und zog danach zum Osaka-Haus, wo seine Freundin auf ihn wartete.
- Miyako Sudo: Masumis Freundin. Sie suchte im Dorf nach ihrem Freund. Nach tagelangem Suchen bekam sie selbst Visionen aus der Vergangenheit. Masumis Geist erwürgte sie schließlich.

### Besonderheiten und Gameplay
- Es wird ebenfalls wieder mit der Kamera Obskura gegen umherirrende Geister gekämpft. Mit verschiedenen Funktionen und Linsen kann die Kamera verändert und aufgebessert werden.
- Gute Geister helfen dem Spieler beim Lösen von Rätseln und Öffnen von Türen.
- Das Speichern ist nur begrenzt an leuchtenden Laternen möglich. Während einer Geistererscheinung oder eines Kampfes kann an einer Laterne nicht gespeichert werden.
- Für die PlayStation-2-Version des Spiels gibt es drei verschiedene Schwierigkeitsstufen. Leicht und Normal sind sofort verfügbar, der Modus Schwer wird nach dem Durchspielen des Spiels hinzugefügt.
- Neben der Kamera Obskura stehen auch eine Taschenlampe und eine Karte zur Verfügung, um sich im Dorf der Götter zurechtzufinden.
- Verfügbare Filme für die Kamera Obskura sind Typ 07, Typ 14, Typ 61, Typ 90 und der leistungsstarke Typ-Zero-Film. Der Spieler verfügt über eine unbegrenzte Anzahl des schwachen Typ-07-Films.
- Im Missionsmodus kann sich der Spieler an 26 verschiedenen Aufgaben messen.
- Nach dem ersten Durchspielen des Spiels können der Missionsmodus und neue Kostüme freigeschaltet werden. Ebenfalls bekommt der Spieler die Möglichkeit, eine Geisterliste zu vervollständigen um somit neue Optionen freizuschalten.

### Director’s-Cut-Version (Xbox)
Die Director’s-Cut-Version für die Xbox enthält einige Features mehr als die normale Version:
- Den Spielmodus Albtraum mit alternativem Ende (Promise Ending)
- Den Überlebensmodus, in dem der Spieler mit einer begrenzten Anzahl Heilungsmöglichkeiten zum Höllenabgrund gelangen muss.
- Neue freischaltbare Kostüme

### Wii-Edition (Nintendo Wii)
Am 29. Juni 2012 erschien für Nintendo Wii eine neue Version. Diese beinhaltet neben allen Enden die in der Playstation 2 und XBOX Directors-Cut-Version vorhanden sind auch 2 neue zusätzliche Enden und eine neue verbesserte Grafik die auch schon bei Project Zero 4 verwendet wurde. Im Gegensatz zu der Playstation 2 und XBOX Version werden in dieser Version die Charaktere lediglich erwachsener und größer dargestellt. Ein neues Endlied wurde verwendet. Und die Charaktere erhielten in den westlichen Versionen alle eine neue Stimme. Zusätzlich zum Story-Mode bietet uns die Wii-Edition das sogenannte Geisterhaus. Am besten beschreibt man diesen Modus noch als virtuelle Geisterbahn, denn unser Charakter – hier spielen wir wirklich uns selbst – läuft wie auf Schienen einen vorgegebenen Weg ab, während wir den Blick ausschließlich zur Seite schwenken können. Dabei versucht einen das Spiel auf verschiedene Weisen zu erschrecken.

## Project Zero 3: The Tormented
Project Zero 3: The Tormented (japanischer Originaltitel: 零 〜刺青ノ聲〜 [zero - shisei no koe -, Zero - Schrei der Tätowierung - ]; in den USA als Fatal Frame III: The Tormented vertrieben) ist ein japanisches Survival-Horror-Videospiel von Tecmo aus dem Jahr 2005, das in Deutschland am 24. Februar 2006 für PlayStation 2 erschienen ist. Das Spiel stammt von denselben Entwicklern der Vorgänger.

### Handlung
Rei Kurosawa ist eine 23-jährige freischaffende Fotografin. Vor einiger Zeit verlor sie ihren Verlobten bei einem Autounfall, und sie steuerte das Fahrzeug. Sie fühlt sich schuldig und kann nicht aufhören, daran zu denken und fragt sich ständig, warum gerade sie überlebt hat.
Ihr nächster Auftrag ist eine Fotoserie über eine von der Zivilisation weit entfernte, alte japanische Villa in den Bergen, in der es spuken soll. Während sie in den Fluren der Villa ihre Fotos aufnimmt, sieht sie eine unwirkliche Erscheinung ihres verstorbenen Verlobten Yuu Asou. Sie fragt sich nun, was das war und folgt der Person, um herauszufinden, ob Yuu vielleicht nun doch noch am Leben ist. Sie biegt in einem dunklen Gang um die Ecke und findet sich unerwartet in einer anderen Umgebung wieder, in der es schneit. Sie dringt tiefer in das dort befindliche Anwesen vor und wird plötzlich von einem bösen Geist angegriffen, den sie zu fotografieren versucht. Er entreißt ihr aber die ganze Lebensenergie, und sie bricht ohnmächtig zusammen.
Sie wacht zu Hause in ihrem Bett schweißgebadet auf und bemerkt, dass alles nur ein böser Traum war. Plötzlich spürt sie einen stechenden Schmerz in ihrer Schulter, und man sieht, wie aus dem Nichts eine unheimlich anzuschauende Tätowierung auf ihrem Rücken entsteht. Rei muss nun Nachforschungen anstellen, was es mit diesem Traum auf sich hat und warum dieser Fluch auf ihr lastet.

### Figuren
- Rei Kurosawa: Rei ist freischaffende Fotografin und 23 Jahre alt. Als sie den Auftrag bekam, ein altes Haus zu untersuchen, begegnete ihr Yuu. Diese Begegnung hielt sie auf einem Foto fest. Seitdem begibt sie sich jede Nacht in ihren Träumen in das Haus des Schlafes, in das sie Yuu gefolgt ist.
- Kei Amakura: Ein Schriftsteller, der sich mit Geschichte und Legenden beschäftigt. Auch er wird in seinen Träumen in das Haus des Schlafes gerufen. Er kann Rei mit wichtigen Informationen unterstützen und schwere Gegenstände verschieben, um an Orte zu gelangen, die für Rei unerreichbar sind. Er ist der Onkel von Mayu und Mio Amakura (Project Zero II: Crimson Butterfly).
- Miku Hinasaki: Reis Assistentin und Hauptperson in Project Zero, die mit in Reis Haus wohnt und ihr ebenfalls mit wichtigen Informationen weiterhilft. Auch sie verirrt sich in ihren Träumen ins Haus des Schlafes, um herauszufinden, was die Visionen um ihren verstorbenen Bruder zu bedeuten haben. Durch ihre starken Geisterkräfte kann sie Fähigkeiten der Kamera Obskura wecken, die nur sie einsetzen kann, um damit Geister effektiver zu bekämpfen.
- Yuu Asou: Ist der Lebensgefährte von Rei Kurosawa und hat mit Kei Amakura längere Zeit zusammengearbeitet. Er war der beste Freund von Mafuyu Hinasaki, über dessen Verschwinden er auch sehr betrübt war. Yuu Asou starb bei einem Autounfall, den Rei verursachte.
- Yoshino Takigawa: Sie ist die einzige Überlebende eines Flugzeugabsturzes. Auch sie ist im Haus des Schlafes gefangen. Sie wird von schwarzen Schatten umgeben, die ihr Freund und ihre Familienmitglieder sind. Diese sind bei dem Absturz umgekommen. Yoshino wird von ihnen beschimpft und ist deswegen sehr verstört. Man hört sie im Haus weinen und sagen, dass sie nicht gewählt hat zu Überleben. Nachdem sie fortgegeistert ist, taucht ihr Geist öfters in Reis Wohnung auf.
- Reika Kuze: Reika lebte in einem Dorf und war in Kaname Kuze verliebt. Als Kaname nicht im Dorf war, fand dort ein Massaker statt und die Familie von Reika wurde ermordet. Seitdem lebt sie im Haus der Kuze und wurde von Yashuu aufgezogen. Diese brachte Reika dazu, eine Schreinmaiden zu werden und sich tätowieren zu lassen, um so das Leid anderer auf sich zu nehmen. Um das Ritual zu vervollständigen, wurde sie „schlafen gelegt“. Doch Kaname betrat die Kammer der Dornen und wurde vor Reikas Augen ermordet. Dies löste einen unerträglichen Schmerz in Reika aus und das Ritual schlug fehl. Der Spalt öffnete sich und seitdem streift Reika durch das Haus und zieht alles in die Finsternis.
- Kaname Kuze: Er ist der Sohn von Akito und Kyouka Kuze. Im Alter von vier Jahren wurde er aus dem Kuze-Haus verbannt. Zuvor schenkte ihm seine Mutter einen Ohrring, den er dann aber Reika schenkte. Mit Amanes Hilfe konnte er in die Kammer der Dornen gelangen, um Reika noch einmal zu sehen. Dort wurde er jedoch ermordet.
- Yashuu Kuze: Sie ist das Oberhaupt der Kuze-Familie und Besitzerin des Hauses. Außerdem ist sie Kyoukas Mutter und Kanames und Amanes Großmutter. Sie machte aus Reika eine tätowierte Priesterin und tötete Kamane in der Dornen-Kammer.
- Amane Kuze: Sie ist eine der vier Handmaiden und repräsentiert den Süden. Amane ist die einzige geborene Kuze und verhalf Kamane in das Haus und zu Reika. Doch da Männer im Kuze-Haus verboten sind, wurde er getötet und Amane wurde von den anderen drei Handmaiden aufgespießt und getötet. Ihr Geist bittet Miku um Hilfe.
- Minamo Kuze: Minamo wurde adoptiert, um Reika zu dienen. Sie repräsentiert den Westen und hat kurze Haare mit zwei Spangen.
- Shigure Kuze: Auch sie wurde adoptiert und trägt ihr langes Haar nach oben gebunden. Sie repräsentiert den Osten.
- Hisame Kuze: Hisame ist ebenfalls eine adoptierte Handmaid. Sie dient Reika und repräsentiert den Norden.
- Kyouka Kuze: Kyouka ist stolz auf ihr langes Haar. Sie verliebte sich einst in Akito und wurde schwanger von ihm. Akito war es gestattet, im Haus zu bleiben, damit ein weiblicher Nachkomme großgezogen werden konnte. Doch Kyouka bekam einen Jungen, den sie Kaname taufte. Akito wollte schon damals mit der schwangeren Kyouka fliehen, doch er verschwand. Kyouka durfte Kaname nur bis zu seinem vierten Lebensjahr großziehen, danach wurde er des Hauses verwiesen. Kyouka gab ihm einen Ohrring und behielt den zweiten, damit sie immer in Verbindung bleiben. Seitdem wartet ihr Geist auf die Rückkehr Akitos.
- Asanuma Kiriko: Ihre Familie wurde von Einbrechern getötet. Nur sie überlebte, weil sie der Anweisung ihrer Mutter folgte und sich in einem Schrank versteckte. Nach Tagen im Schrank wurde sie gefunden und in ein Krankenhaus gebracht. Sie verlor sich im Haus des Schlafes und geisterte fort. Ihr Geist kriecht umher und greift Miku oft an.
- Tengai Narumi: Der Anführer der vier Meister, die das Haus erbauten. Nur er durfte überleben, um die Baupläne an die nächste Generation weiterzugeben.
- Shigeomi Moriya, Nirei Moriya, Tatsumi Moriya und Inui Moriya: Die vier Meister, die das Kuze-Haus erbauten. Sie töteten nach Fertigstellung des Hauses ihre Arbeiter und opferten sich danach selbst.
- Makie Kuzuhara und Kozue Kuzuhar: Mutter und Tochter suchen nach dem Mann. Kozue weiß, dass es ihre Schuld ist, dass ihr Mann verschwunden ist.
- Tsuzuri und Musubi Osaka: Die beiden sind Schreinzwillinge und haben sich vermutlich vor der Geschichte von Project Zero II dem Purpur-Ritual unterzogen. Sie hinterlassen Kei Schlüssel.

### Besonderheiten und Gameplay
- Project Zero 3 ist die Fortsetzung der ersten beiden Survival-Horror-Spiele dieser Serie, die ebenfalls ganz ohne Waffen auskommt und nur die Kamera Obskura zum Besiegen von Gegnern einsetzt. Gewaltdarstellung ist nur in Form von einigen subtilen Gruseleinlagen vorhanden, um die düstere Atmosphäre des Spiels zu steigern.
- Zu bekämpfen sind abermals Geister umherirrender Seelen, die keine Ruhe finden können. Neu ist dabei in der Serie, dass man als Spieler mit mehr als einer Spielfigur die Handlung verfolgen kann, die auch unterschiedliche Fähigkeiten besitzen und daher dem Spieler verschiedene Lösungsmöglichkeiten der Geschichten aufzeigen und strategisches Denken abfordern. Dabei hilft wiederum die Kamera Obskura, die man mit Bonusfunktionen aufrüsten und durch stärkere Angriffe das Abwehren von Geistern  optimieren kann.
- Des Weiteren stehen auch wieder eine Taschenlampe und eine Karte des Hauses zur Verfügung, auf der man seine Position bestimmen kann, um sich in der unwirtlichen Umgebung der alten Villa zurechtzufinden. Auch geht es in Project Zero 3 um das Lösen von Rätseln, um die Geschichte vorantreiben zu können und ans Ziel zu gelangen.
- Das Spiel besitzt eine Auswahl für verschiedene Schwierigkeitsstufen, unter anderem beim ersten Starten des Spiels Leicht und Normal. Nach dem Durchspielen steht für fortgeschrittene Spieler ein weiterer Schwierigkeitsgrad in Form von Schwer zur Verfügung.
- Speichermöglichkeiten sind wieder sehr begrenzt und nur an bestimmten Stellen möglich. Von Vorteil ist dabei aber, dass der Bestand am minderwertigsten Film vom Typ 07 bei jedem neuen Traum wieder auf 99 Bilder aufgefrischt wird und damit nahezu unbegrenzt verfügbar ist.
- Es gibt verschiedene Arten von Filmen, Typ 07, Typ 14, Typ 61, Typ 90 und den leistungsstarken Typ 00 (englisch: Type Zero), die in die Kamera Obskura eingesetzt werden können, was sich auf die Stärke der Angriffe und die abgezogene Geisterkraft beim jeweilig fotografierten Geist auswirkt. Des Weiteren kann man neue Linsen finden, die an die Kamera Obskura angebracht werden können, um unterschiedliche Angriffsarten zu ermöglichen und den Geistern so mehr spirituelle Energie abzuziehen. Damit können den Geistern wiederum mehr Geisterpunkte abgezogen werden, die zum Aufrüsten der Kamera benötigt werden.
- Nach dem ersten Durchspielen erhält der Spieler die Option, neue Kostüme und Accessoires zu kaufen.
- Ebenfalls erhält der Spieler eine Geisterliste zum Vervollständigen und einen Missionsmodus.

## Project Zero: Die Maske der Mondfinsternis
Project Zero: Die Maske der Mondfinsternis (japanischer Originaltitel: 零〜月蝕の仮面〜 [Zero - Maske der Mondfinsternis - ]) ist ein japanisches Survival-Horror-Videospiel von Tecmo aus dem Jahr 2008, das zusammen mit Grasshopper Manufacture für Nintendo Wii entwickelt wurde. Herausgeber des Spiels ist Nintendo. Nintendo hat das Spiel weder in den USA noch in Europa veröffentlicht.
2022 hat Koei Tecmo eine überarbeitete Version des Spiels für Nintendo Switch, PlayStation 5, Xbox Series, PlayStation 4, Xbox One und Steam angekündigt, welche am 9. März 2023 weltweit erschienen ist. Neben Anpassungen der Steuerung wurde die Grafik überarbeitet sowie ein neuer Schnappschuss-Modus sowie weitere Outfits für die spielbaren Charaktere hinzugefügt.

### Handlung
Zehn Jahre vor der Geschichte in Project Zero 4 wurden fünf Mädchen entführt und auf eine Insel im Süden von Honshū verschleppt. Ein Detektiv namens Choushiro Kirishima befreite diese. Später starben zwei der Mädchen unter mysteriösen Umständen. Die drei anderen Mädchen, Ruka Minazuki, Misaki Asou und Madoka Tsukimori (in der Geschichte alle 17 Jahre alt) kehren später zu der Insel zurück, um ihre verlorenen Erinnerungen zurückzuerlangen. Choushiro begibt sich auf Bitten von Rukas Mutter abermals auf die Insel, um die drei Mädchen zu finden.

### Figuren
- Ruka Minazuki: Als kleines Mädchen wurde sie mit vier weiteren Mädchen entführt und zu einer Insel namens Rougetsu Island verbracht. Sie wurden bald von einem Detektiv gerettet und nach Hause gebracht. Später starben zwei der Mädchen und die anderen beiden kehrten zur Insel zurück. Auch Ruka kehrt zur Insel zurück, um sich ihre verlorenen Erinnerungen wieder zu holen.
- Misaki Asou: Sie war ebenfalls eines der fünf entführten Mädchen auf Rougetsu Island. Später kehrte sie zusammen mit Madoka auf der Suche nach einer mysteriösen Frau in Schwarz, die ihre Erinnerungen aufbewahrt, auf die Insel zurück. Sie ist eine entfernte Verwandte von Mio und Mayu Amakura (Project Zero II).
- Madoka Tsukimori: Auch sie wurde entführt und kehrte später mit Misaki zurück zur Insel. Sie ist sehr zurückhaltend und ließ sich viel von Misaki herumkommandieren, bis diese jedoch verschwand und Madoka nun auf sich alleine gestellt ist.
- Choushiro Kirishima: Er ist der Detektiv, der die fünf Mädchen von Rougetsu Island zurückbrachte. Nun ist er auf Bitten von Rukas Mutter wieder zu der Insel gereist, um die drei Mädchen zurückzuholen.
- Tomoe Nanamura: Eines der fünf entführten Mädchen von Rougetsu Island. Noch vor der eigentlichen Geschichte von Project Zero 4 wurde sie ermordet im Krankenhaus aufgefunden. Die Totenstarre zeigt, dass sie sich ängstlich die Hände vors Gesicht hielt.
- Marie Shinomiya: Ebenfalls entführtes Mädchen. Auch sie wurde vor der Geschichte tot in ihrem Haus aufgefunden. Ihr toter Körper hatte genau denselben Ausdruck wie bei Tomoe.
- Miya: Die mysteriöse Frau in Schwarz aus Misakis Erinnerungen. Sie rief Misaki zurück nach Rougetsu Island.
- Sayaka Minazuki: Rukas Mutter. Sie bittet Choushiro Kirishima darum, ihre Tochter abermals von Rougetsu Island zurückzubringen.
- Dr. Kunihiko Asou: Er ist der Erfinder der Kamera Obskura und des Geistradios. Ihm wurde ein Museum auf Rougetsu Island gewidmet. Er ist ein Vorfahre von Misaki. Er starb unter ungeklärten Umständen Anfang 1900.

### Gameplay
Wie schon in den vorangehenden Teilen der Project-Zero-Reihe kämpft der Spieler mit der Kamera Obskura gegen Geister. Der Spieler benutzt die Wii Remote und das Nunchuk, um die Kamera und den Blitz in die richtige Position zu bringen. Wie in den Vorgängern sind ihm nicht alle Geister feindlich gesinnt. So helfen gute Geister zum Beispiel, Rätsel zu lösen oder Türen zu öffnen.
Genretypisch liegt der Fokus des vierten Teils einmal mehr auf einer beklemmenden Atmosphäre und verzichtet zu deren Gunsten auf einen übermäßig hohen Actionanteil.

## Project Zero: Priesterin des schwarzen Wassers
Project Zero: Priesterin des schwarzen Wassers (japanischer Originaltitel: 零 〜濡鴉ノ巫女〜 [Zero - Nuregarasu no Miko - ]) ist ein japanisches Survival-Horror-Videospiel entwickelt von Koei Tecmo und Nintendo SPD für Wii U. Herausgeber des Spiels ist Nintendo. Obwohl eine Veröffentlichung des Spiels lange unwahrscheinlich war, kündigte Nintendo auf seiner Nintendo-Direct-Ausgabe vom 2. April 2015 an, dass das Spiel noch 2015 in Europa und den USA erscheinen werde. Im Rahmen der gamescom 2015 kündigte Nintendo an, dass das Spiel in Europa am 30. Oktober 2015 erscheinen werde. Das Spiel erschien sowohl im Nintendo eShop als auch in einer limitierten Version im Handel. Das Spiel wurde in Europa und in den USA leicht zensiert.
Im Jahr 2021 nahm man das Jubiläum zum 20-jährigen Bestehen der Serie als Anlass, die Wii-U Version auf diverse Formate zu portieren.
Koei Tecmo hat die Wii-U-Portierung von Project Zero: Priesterin des schwarzen Wassers auf den 28. Oktober 2021 datiert. In Europa erfolgte die Veröffentlichung rein digital für Nintendo Switch, PlayStation 5, Xbox Series, PlayStation 4, Xbox One und PCs via Steam.
In Japan wurden die PS4- und Switch-Versionen zusätzlich physisch mit englischen Texten veröffentlicht.